# Edgerton (Kansas)
Edgerton város az USA Kansas államában, Johnson megyében. Lakosainak száma 1748 fő (2020. április 1.).

## Története
Edgertont 1870-ben alapították, amikor a vasutat idáig meghosszabbították. Nevét az Atchison, Topeka és Santa Fe vasútvonal főmérnökéről kapta.

## Népesség
A település népességének változása:

| 2010 | 1 671 |
| 2020 | 1 748 |